# Збитенський орнітологічний заказник
Зби́тенський орнітологі́чний зака́зник — орнітологічний заказник місцевого значення в Україні. Розташований у межах Рівненського району Рівненської області, на південний захід від села Новомалин. 
Площа 200 га. Статус надано згідно з рішенням Рівненського облвиконкому від 13.10.1993 року, № 213. Перебуває у віданні ДП СЛАП «Остозький держспецлісгосп». 
Статус надано з метою збереження водно-болотного природного комплексу (частина прибережної смуги Новомалинського водосховища на річні Збитинка) як місця гніздування різних видів птахів. 
Територія заказника входить до складу Дермансько-Острозького національного природного парку.

## Галерея

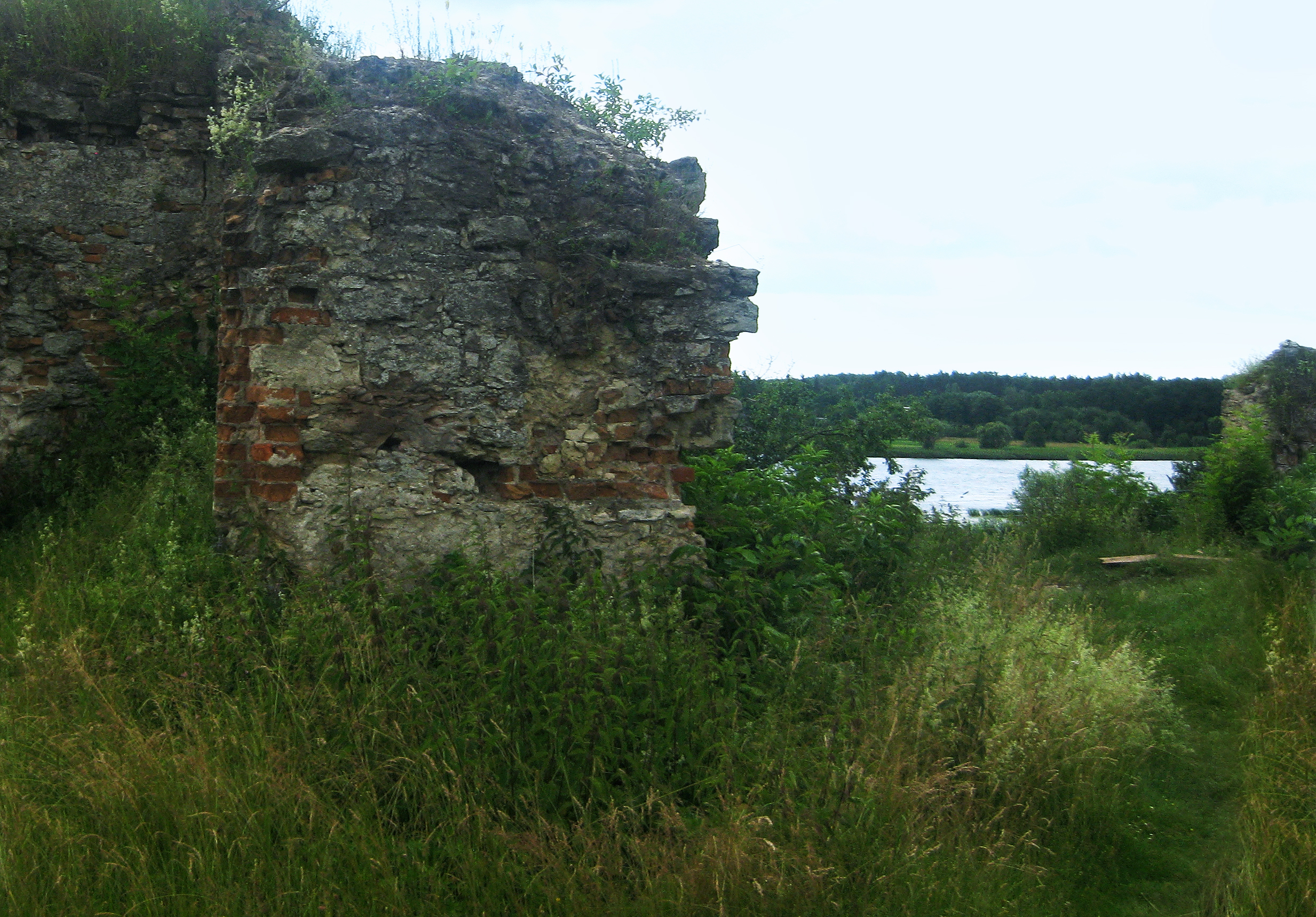
Вид від замку
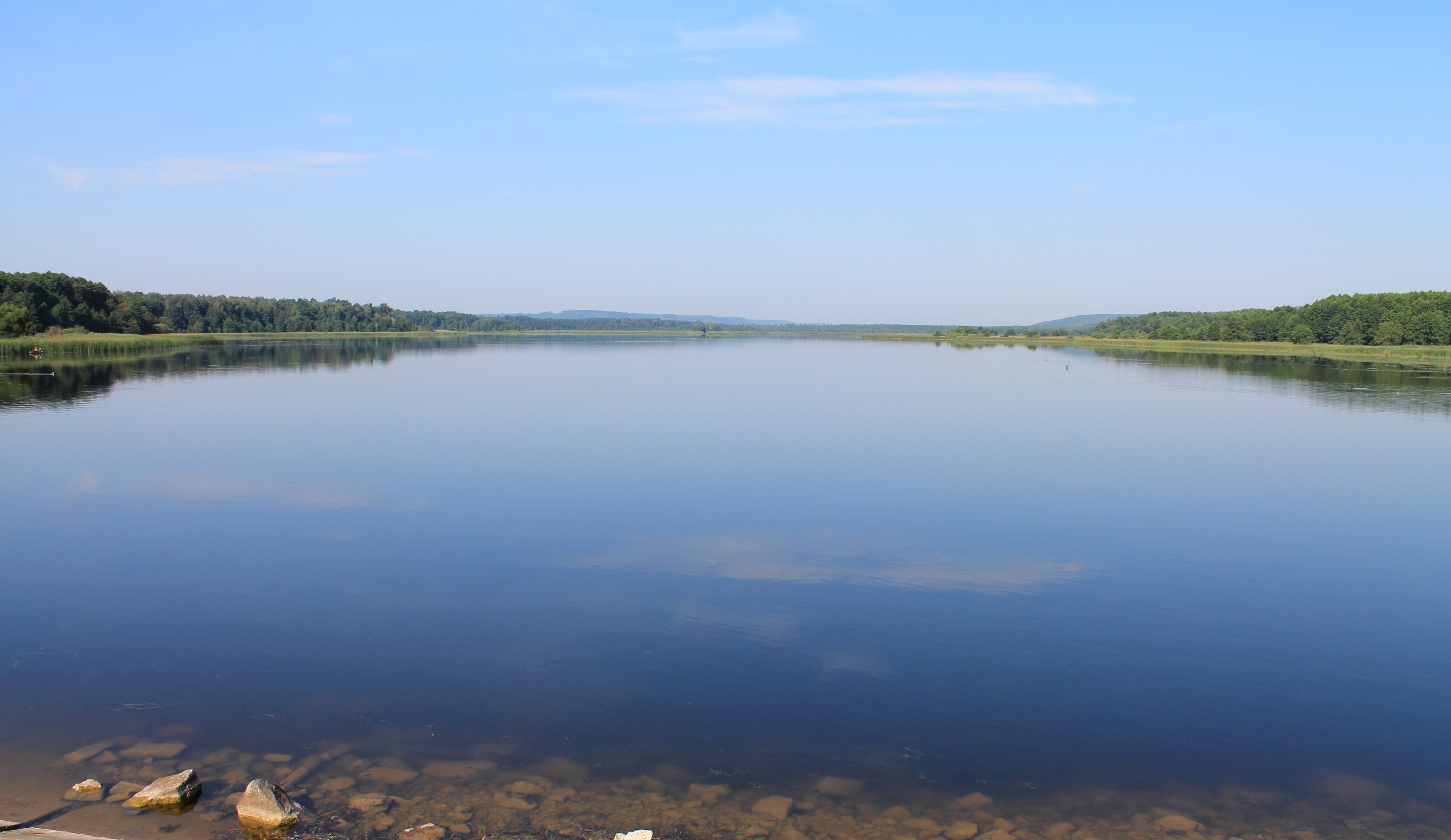
Новомалинське водосховище